# Hélène Vincent

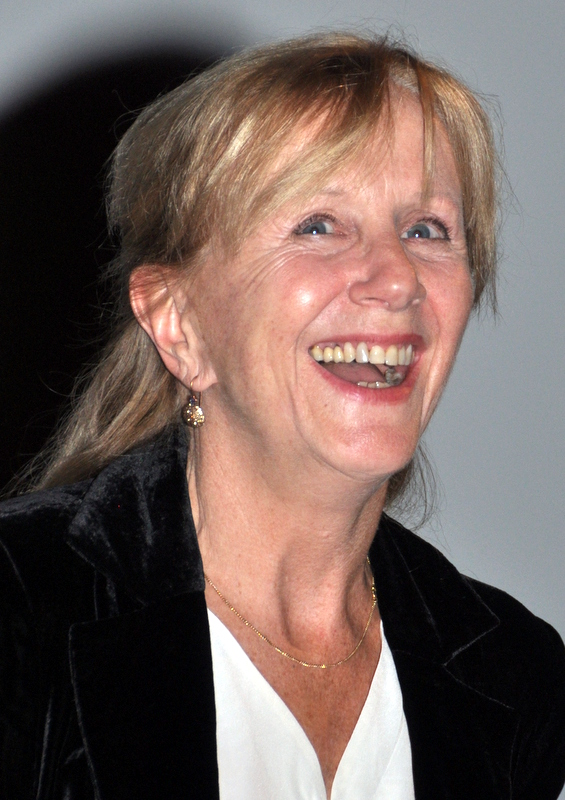
Hélène Vincent (2012)

Hélène Vincent (* 9. September 1943 in Paris, Frankreich als Jocelyne Hélène Nain) ist eine französische Schauspielerin und Theaterregisseurin.

## Leben
Hélène Vincent begann bereits während ihrer Jugend am Theater und beim Film mitzuspielen. Während dieser Zeit lernte sie ihren späteren Mann, den Theaterregisseur Jean-Pierre Vincent kennen, mit dem sie einen gemeinsamen Sohn bekam, Thomas Vincent, der ebenfalls Theaterregisseur ist. Nachdem sie Schauspiel am cours Raymond-Girard studierte, war sie nur vereinzelt auf der Leinwand und vermehrt am Theater zu sehen. Inspiriert durch ihren Ehemann debütierte sie 1977 mit Frank Wedekinds Stück Franziska am Théâtre national de Strasbourg selbst als Theaterregisseurin. Seitdem inszenierte sie mehrere Stücke von Henrik Ibsen, Victor Hugo und Bertolt Brecht. Für die Inszenierung von August Strindbergs 1911 erschienenen Fräulein Julie am Pariser Théâtre de l’Atelier wurde sie 2006 mit einer Nominierung als Beste Regisseurin für den französischen Theaterpreis Molière bedacht. Außerdem wurde sie bisher zweimal als Beste Hauptdarstellerin mit einer Moliére-Nominierung bedacht.
Auf der Leinwand war sie unter anderem in Filmen wie Mein Leben in Rosarot, Der kleine Haustyrann und Das Leben ist ein langer, ruhiger Fluß zu sehen. Wobei sie für letzteren bei der Verleihung des César 1989 als Beste Nebendarstellerin ausgezeichnet wurde.

## Filmografie (Auswahl)
- 1972: Der Aufruhr in den Cevennen (Les camisards)
- 1972: Gestohlener Sonntag (Dimanche volé)
- 1974: Eine Wolke zwischen den Zähnen (Un nuage entre les dents)
- 1975: Wenn das Fest beginnt … (Que la fête commence …)
- 1978: Das gefährliche Spiel von Ehrgeiz und Liebe (La part du feu)
- 1978: Flucht ins Exil (Les chemins de l’exil ou Les dernières années de Jean-Jacques Rousseau)
- 1988: Das Leben ist ein langer, ruhiger Fluß (La vie est un long fleuve tranquille)
- 1991: Ich küsse nicht (J’embrasse pas)
- 1992: Ein Affenzirkus (Le bal des casse-pieds)
- 1993: Drei Farben: Blau (Trois couleurs: Bleu)
- 1996: Bernie
- 1997: Mein Leben in Rosarot (Ma vie en rose)
- 1998: Der Graf von Monte Christo
- 2000: Wo waren wir Frauen, als die Männer zum Mond flogen? (Que faisaient les femmes pendant que l’homme marchait sur la lune?)
- 2009: Der kleine Haustyrann (Trésor)
- 2009: Plötzlich reich (Ticket gagnant)
- 2009: Agatha Christie: Mörderische Spiele (Les Petits Meurtres d’Agatha Christie, Fernsehserie, 1 Folge)
- 2010: Bartolis Gesetz (La loi selon Bartoli, Mini-Serie, eine Folge)
- 2012: Der letzte Frühling  (Quelques heures de printemps)
- 2014: Heute bin ich Samba (Samba)
- 2015: Sanfter Mann sucht Frau (L’annonce)
- 2016: Das unerwartete Glück der Familie Payan (Le petit locataire)
- 2017: Das Leben ist ein Fest (Le sens de la fête)
- 2017: Docteur Knock – Ein Arzt mit gewissen Nebenwirkungen (Knock)
- 2019: Gelobt sei Gott (Grâce à dieu)
- 2019: Alles außer gewöhnlich (Hors normes)
- 2020: Der Ursprung der Welt (L’origine du monde)
- 2022: L’Astronaute
- 2024: Wenn der Herbst naht (Quand vient l’automne)